# Чемпионат СССР по лёгкой атлетике 1970
Чемпионат СССР по лёгкой атлетике 1970 года проходил с 12 по 14 сентября в Минске на Республиканском стадионе «Динамо». Столица Белоруссии принимала национальное первенство во второй раз в истории (впервые — в 1951 году). На протяжении трёх дней было разыграно 37 комплектов медалей.
Чемпионат носил личный характер, командное первенство не разыгрывалось.
На соревнованиях не было побито ни одного рекорда СССР. Наиболее близок к успеху был толкатель ядра Эдуард Гущин, который с лучшей попыткой на 20,18 м уступил собственному всесоюзному достижению всего 10 сантиметров. На тот момент Гущин оставался единственным советским толкателем, имевшим в карьере результаты за 20 метров.
Трёхкратными победителями минского чемпионата стали Борис Савчук и Татьяна Кондрашёва из Ленинграда. Савчук первенствовал на дистанциях 200 и 400 метров, а также в эстафете 4×400 метров. Одна из лучших многоборок страны Кондрашёва выступала в отдельных дисциплинах: ей удалось одержать победы в беге на 200 метров, 100 метров с барьерами и эстафете 4×100 метров.
Чемпион Европы 1969 года в беге на 100 метров Валерий Борзов выступил неудачно, дважды финишировав на втором месте. На 100-метровке его опередил Александр Корнелюк, а на дистанции вдвое длиннее — Борис Савчук.
Евгений Аржанов, который ранее в июле 1970 года установил новый рекорд СССР в беге на 800 метров (1.45,5), подтвердил свою высокую готовность на чемпионате страны. Он опередил серебряного призёра Ивана Иванова более чем на полторы секунды.
Другой рекордсмен страны Янис Лусис стал восьмикратным национальным чемпионом в метании копья. Для обладателя всесоюзного достижения в прыжке с шестом Геннадия Близнецова победа в 1970 году стала шестой.
Олимпийский чемпион Виктор Санеев был вне конкуренции в секторе для тройного прыжка — 16,86 м. Ближайший преследователь проиграл легкоатлету из Сухуми более полуметра.
Надежда Чижова в четвёртый раз подряд выиграла толкание ядра и стала первой, кто преодолел 19-метровый рубеж на чемпионатах СССР.
Первую победу в метании диска одержала Фаина Мельник, опередившая рекордсменку страны Тамару Данилову.
В течение 1970 года в различных городах были проведены также чемпионаты СССР в отдельных дисциплинах лёгкой атлетики:
- 4 апреля — чемпионат СССР по кроссу (Кисловодск)
- 12—13 сентября — чемпионаты СССР по марафону и спортивной ходьбе (Фрязино)

## Призёры

### Мужчины
| Дисциплина             | Золото                                                                         | Золото            | Серебро                                                                            | Серебро           | Бронза                                                                           | Бронза           |
| ---------------------- | ------------------------------------------------------------------------------ | ----------------- | ---------------------------------------------------------------------------------- | ----------------- | -------------------------------------------------------------------------------- | ---------------- |
| 100 м                  | Александр Корнелюк Азербайджанская ССР Баку                                    | 10,5              | Валерий Борзов Украинская ССР Киев                                                 | 10,5              | Владислав Сапея Москва                                                           | 10,6             |
| 200 м                  | Борис Савчук Ленинград                                                         | 21,2              | Валерий Борзов Украинская ССР Киев                                                 | 21,4              | Александр Лебедев Москва                                                         | 21,5             |
| 400 м                  | Борис Савчук Ленинград                                                         | 46,5              | Евгений Борисенко РСФСР Краснодар                                                  | 46,8              | Александр Братчиков Москва                                                       | 46,9             |
| 800 м                  | Евгений Аржанов Украинская ССР Киев                                            | 1.46,8            | Иван Иванов РСФСР Оренбург                                                         | 1.48,4            | Валентин Таратынов Москва                                                        | 1.48,5           |
| 1500 м                 | Михаил Желобовский Белорусская ССР Минск                                       | 3.41,2            | Анатолий Верлан РСФСР Кемерово                                                     | 3.42,8            | Виктор Семяшкин Ленинград                                                        | 3.43,0           |
| 5000 м                 | Леонид Микитенко Казахская ССР Алма-Ата                                        | 13.47,6           | Юрий Алексашин Москва                                                              | 13.49,0           | Николай Пуклаков РСФСР Чебоксары                                                 | 13.50,2          |
| 10 000 м               | Рашид Шарафетдинов Ленинград                                                   | 29.00,8           | Леонид Микитенко Казахская ССР Алма-Ата                                            | 29.05,6           | Иван Шопша РСФСР Краснодар                                                       | 29.06,2          |
| 3000 м с препятствиями | Ромуальдас Битте Литовская ССР Вильнюс                                         | 8.35,4            | Николай Харечкин РСФСР Ставрополь                                                  | 8.37,0            | Павел Сысоев Украинская ССР Львов                                                | 8.38,0           |
| 110 м с барьерами      | Виктор Балихин Белорусская ССР Брест                                           | 14,0              | Олег Степаненко Москва                                                             | 14,0              | Калью Юркатамм Эстонская ССР Тарту                                               | 14,0             |
| 200 м с барьерами      | Анатолий Казаков Москва                                                        | 23,1              | Калью Юркатамм Эстонская ССР Тарту                                                 | 23,1              | Виктор Сакаев Украинская ССР Львов                                               | 23,3             |
| 400 м с барьерами      | Вячеслав Скоморохов Украинская ССР Ворошиловград                               | 50,1              | Анатолий Казаков Москва                                                            | 50,5              | Валерий Шкоткин Украинская ССР Донецк                                            | 51,0             |
| Прыжок в высоту        | Сергей Будалов РСФСР Московская область                                        | 2,14 м            | Валентин Гаврилов Москва                                                           | 2,14 м            | Юри Тармак Ленинград                                                             | 2,14 м           |
| Прыжок с шестом        | Геннадий Близнецов Украинская ССР Харьков                                      | 5,20 м            | Юрий Исаков РСФСР Свердловск                                                       | 5,10 м            | Василий Кошарный Ленинград                                                       | 5,00 м           |
| Прыжок в длину         | Владимир Скибенко РСФСР Ростов-на-Дону                                         | 7,86 м            | Герман Климов Москва                                                               | 7,86 м            | Леонид Барковский Украинская ССР Киев                                            | 7,84 м           |
| Тройной прыжок         | Виктор Санеев Грузинская ССР Сухуми                                            | 16,86 м           | Геннадий Бессонов РСФСР Московская область                                         | 16,35 м           | Альбинас Кеняшис Литовская ССР Паневежис                                         | 16,17 м          |
| Толкание ядра          | Эдуард Гущин РСФСР Московская область                                          | 20,18 м           | Николай Карасёв Москва                                                             | 19,52 м           | Валерий Войкин Ленинград                                                         | 19,40 м          |
| Метание диска          | Владимир Ляхов РСФСР Московская область                                        | 59,02 м           | Витаутас Ярас Литовская ССР Вильнюс                                                | 58,58 м           | Вячеслав Светайло Ленинград                                                      | 57,32 м          |
| Метание молота         | Анатолий Бондарчук Украинская ССР Киев                                         | 70,86 м           | Анатолий Максимов Украинская ССР Киев                                              | 69,58 м           | Анатолий Щупляков Белорусская ССР Минск                                          | 68,78 м          |
| Метание копья          | Янис Лусис Латвийская ССР Рига                                                 | 83,80 м           | Вячеслав Горовой РСФСР Ангарск                                                     | 81,96 м           | Вилнис Фельдманис Латвийская ССР Рига                                            | 79,14 м          |
| Десятиборье*           | Леонид Литвиненко Украинская ССР Киев                                          | 7900 очков (7740) | Владимир Орманов РСФСР Московская область                                          | 7730 очков (7578) | Тоомас Берендсен Эстонская ССР Таллин                                            | 7643 очка (7502) |
| Эстафета 4×100 м       | РСФСР · Владимир Михайлов · Александр Багаев · Николай Иванов · Евгений Синяев | 40,4              | Украинская ССР · Николай Кужукин · Николай Трусов · Виктор Зорькин · Семён Демидов | 40,5              | Ленинград Юрий Блинов Валерий Панасов Виктор Ступак Александр Тарасов            | 40,8             |
| Эстафета 4×400 м       | Ленинград Сергей Шиленков Александр Иванов Юрий Зорин Борис Савчук             | 3.09,8            | Москва Пётр Лапин Александр Тарасян Владимир Никитин Александр Братчиков           | 3.10,0            | РСФСР · Игорь Хлопов · Алексей Таранов · Владислав Андрианов · Евгений Борисенко | 3.11,3           |

### Женщины
| Дисциплина        | Золото                                                                             | Золото            | Серебро                                                                         | Серебро           | Бронза                                                                          | Бронза            |
| ----------------- | ---------------------------------------------------------------------------------- | ----------------- | ------------------------------------------------------------------------------- | ----------------- | ------------------------------------------------------------------------------- | ----------------- |
| 100 м             | Галина Бухарина Москва                                                             | 11,6              | Мария Бахматова Ленинград                                                       | 11,7              | Галина Митрохина Москва                                                         | 11,7              |
| 200 м             | Татьяна Кондрашёва Ленинград                                                       | 23,9              | Людмила Самотёсова РСФСР Брянск                                                 | 24,1              | Людмила Голомазова Казахская ССР Алма-Ата                                       | 24,2              |
| 400 м             | Вера Попкова РСФСР Челябинск                                                       | 54,0              | Ингрида Баркане Латвийская ССР Рига                                             | 54,3              | Таисия Ковалевская РСФСР Московская область                                     | 54,6              |
| 800 м             | Тамара Пангелова Украинская ССР Киев                                               | 2.05,6            | Надежда Колесникова Москва                                                      | 2.07,0            | Сармите Штула Латвийская ССР Рига                                               | 2.07,1            |
| 1500 м            | Людмила Брагина РСФСР Краснодар                                                    | 4.18,4            | Тамара Пангелова Украинская ССР Киев                                            | 4.21,4            | Айя Вейса Латвийская ССР Рига                                                   | 4.23,8            |
| 100 м с барьерами | Татьяна Кондрашёва Ленинград                                                       | 13,8              | Любовь Кононова Казахская ССР Алма-Ата                                          | 13,8              | Татьяна Антарян Казахская ССР Алма-Ата                                          | 13,9              |
| 200 м с барьерами | Марина Никифорова Ленинград                                                        | 26,7              | Роза Бабич Узбекская ССР Ташкент                                                | 27,2              | Татьяна Полубоярова Ленинград                                                   | 27,3              |
| Прыжок в высоту   | Антонина Лазарева РСФСР Московская область                                         | 1,83 м            | Нина Ждан РСФСР Московская область                                              | 1,77 м            | Валентина Чулкова Узбекская ССР Ташкент                                         | 1,77 м            |
| Прыжок в длину    | Алла Смирнова Белорусская ССР Минск                                                | 6,35 м            | Хелена Ринга Латвийская ССР Рига                                                | 6,34 м            | Валентина Тихомирова РСФСР Орёл                                                 | 6,23 м            |
| Толкание ядра     | Надежда Чижова Ленинград                                                           | 19,15 м           | Антонина Иванова Москва                                                         | 18,80 м           | Елена Кораблёва Ленинград                                                       | 17,87 м           |
| Метание диска     | Фаина Мельник Армянская ССР Ереван                                                 | 58,24 м           | Тамара Данилова Ленинград                                                       | 57,98 м           | Людмила Муравьёва Москва                                                        | 57,10 м           |
| Метание копья     | Мара Саулите Латвийская ССР Рига                                                   | 56,34 м           | Нина Маракина Украинская ССР Харьков                                            | 54,50 м           | Александра Садовничая Украинская ССР Харьков                                    | 52,90 м           |
| Пятиборье*        | Валентина Тихомирова РСФСР Орёл                                                    | 5095 очков (4413) | Александра Гаевая Украинская ССР Одесса                                         | 4759 очков (4064) | Светлана Гапонова Казахская ССР Алма-Ата                                        | 4649 очков (3927) |
| Эстафета 4×100 м  | Ленинград Наталья Филиппова Мария Бахматова Марина Никифорова Татьяна Кондрашёва   | 45,3              | Москва Татьяна Волкова Галина Бухарина Татьяна Шитова Галина Митрохина          | 45,7              | РСФСР · Людмила Михайлова · Людмила Самотёсова · Елена Балашова · Вера Попкова  | 45,8              |
| Эстафета 4×400 м  | РСФСР · Вера Попкова · Татьяна Ельянова · Лариса Моисейчикова · Таисия Ковалевская | 3.39,2            | Латвийская ССР · Лилита Загере · Анна Дундаре · Сармите Штула · Ингрида Баркане | 3.41,8            | Москва Татьяна Фомичёва Галина Хорохорина Надежда Колесникова Любовь Финогенова | 3.41,9            |

* Для определения победителя в соревнованиях многоборцев использовалась старая система начисления очков. Пересчёт с использованием современных таблиц перевода результатов в баллы приведён в скобках.

## Чемпионат СССР по кроссу
Чемпионат СССР по кроссу 1970 года прошёл 4 апреля в Кисловодске, РСФСР.

### Мужчины
| Дисциплина  | Золото                         | Золото  | Серебро                          | Серебро | Бронза                                     | Бронза  |
| ----------- | ------------------------------ | ------- | -------------------------------- | ------- | ------------------------------------------ | ------- |
| Кросс 8 км  | Рашид Шарафетдинов Ленинград   | 24.30,6 | Юрий Алексашин Москва            | 24.32,2 | Иван Шопша РСФСР Краснодар                 | 24.34,0 |
| Кросс 12 км | Николай Свиридов РСФСР Воронеж | 36.40,0 | Вячеслав Аланов РСФСР Свердловск | 36.40,8 | Анатолий Безделов РСФСР Московская область | 37.11,4 |

### Женщины
| Дисциплина | Золото                           | Золото  | Серебро                              | Серебро | Бронза                                 | Бронза  |
| ---------- | -------------------------------- | ------- | ------------------------------------ | ------- | -------------------------------------- | ------- |
| Кросс 2 км | Людмила Брагина РСФСР Краснодар  | 6.53,4  | Тамара Пангелова Украинская ССР Киев | 6.53,8  | Галина Соболева РСФСР Сыктывкар        | 6.56,2  |
| Кросс 3 км | Ирина Мельникова РСФСР Челябинск | 10.46,2 | Ирма Таборская РСФСР Свердловск      | 10.54,8 | Лидия Жмурова РСФСР Московская область | 10.57,4 |

## Чемпионаты СССР по марафону и спортивной ходьбе
Чемпионаты СССР по марафону и спортивной ходьбе проходили одновременно с основным первенством 12—13 сентября 1970 года в подмосковном Фрязино.

### Мужчины
| Дисциплина      | Золото                                     | Золото    | Серебро                                 | Серебро   | Бронза                       | Бронза    |
| --------------- | ------------------------------------------ | --------- | --------------------------------------- | --------- | ---------------------------- | --------- |
| Марафон         | Юрий Волков Украинская ССР Кривой Рог      | 2:24.57,0 | Юрий Великородных РСФСР Пермь           | 2:26.12,0 | Анатолий Сухарьков Москва    | 2:27.25,8 |
| Ходьба на 20 км | Николай Смага РСФСР Пенза                  | 1:30.21,6 | Владимир Голубничий Украинская ССР Сумы | 1:30.21,8 | Виктор Вавилов РСФСР Иваново | 1:30.55,8 |
| Ходьба на 50 км | Вениамин Солдатенко Казахская ССР Алма-Ата | 4:09.26,0 | Отто Барч Киргизская ССР Фрунзе         | 4:09.26,0 | Евгений Люнгин Москва        | 4:13.01,0 |